# Livet är grönt
Livet är grönt (engelska: The Good Life) är en brittisk komediserie som sändes mellan 1975 och 1978.

## Rollista i urval
- Richard Briers – Tom Good
- Felicity Kendal – Barbara Good
- Penelope Keith – Margo Leadbetter
- Paul Eddington – Jeremy Leadbetter
- Reginald Marsh – Andrew
- Moyra Fraser – Felicity